# Phyllium rayongii
Phyllium rayongii är en insektsart som beskrevs av Thanasinchayakul 2006. Phyllium rayongii ingår i släktet Phyllium och familjen Phylliidae. Inga underarter finns listade i Catalogue of Life.